# Ukrainischer Fußballpokal 1994/95
Der Ukrainische Fußballpokal 1994/95 war die vierte Austragung des ukrainischen Pokalwettbewerbs der Männer nach dem Ende der Sowjetunion. Pokalsieger wurde Schachtar Donezk. Das Team setzte sich im Finale am 28. Mai 1995 im Nationalstadion von Kiew gegen Dnipro Dnipropetrowsk durch. Titelverteidiger Tschornomorez Odessa war im Halbfinale gegen den späteren Pokalsieger Schachtar Donezk ausgeschieden.

## Modus
Die Begegnungen der drei Qualifikationsrunden und des Finales wurden in einem Spiel ausgetragen. Bei unentschiedenem Ausgang wurde zur Ermittlung des Siegers eine Verlängerung gespielt. Stand danach kein Sieger fest, folgte ein Elfmeterschießen. Die unterklassigen Teams hatten dabei Heimrecht.
Die 16 besten Premjer-Liha-Teams der vergangenen Saison stiegen erst in der 1. Hauptrunde ein. Von dieser Runde bis zum Halbfinale wurden die Sieger in Hin- und Rückspiel ermittelt. Bei Torgleichstand in beiden Spielen zählte zunächst die größere Zahl der auswärts erzielten Tore; gab es auch hierbei einen Gleichstand, wurde das Rückspiel verlängert und ggf. ein Elfmeterschießen zur Entscheidung ausgetragen. Der Pokalsieger qualifizierte sich für den Europapokal der Pokalsieger.

## Teilnehmende Teams
| Wyschtscha Liha (18) | Perscha Liha (22) | Druha Liha (22) | Tretja Liha (22) |
| --- | --- | --- | --- |
| - Dnipro Dnipropetrowsk - Dynamo Kiew - Ewis Mykolajiw - Karpaty Lwiw - Kremin Krementschuk - Krywbas Krywyj Rih - Metalurh Saporischschja - Nywa Ternopil - Nywa Winnyzja - Prikarpattja Iwano-Frankiwsk - Schachtar Donezk - Sorja-MALS Luhansk - Tawrija Simferopol - Temp Schepetiwka - Torpedo Saporischschja - Tschornomorez Odessa - FK Weres Riwne - Wolyn Luzk | - Baschanowez Makijiwka - FK Borysfen Boryspil - FSK Bukowina Czernowitz - Chimik Schytomyr - Chimik Sjewjerodonezk - Dnipro Tscherkassy - Dynamo-2 Kiew - Krystal Tschortkiw - Metalist Charkiw - Metalurh Nikopol - Naftochimik Krementschuk - Naftowyk Ochtyrka - Podillja Chmelnyzkyj - SK Odessa - Polihraftechnika Oleksandrija - Karpaty Mukatschewo - Sakarpattja Uschhorod - Sirka-NIBAS Kirowohrad - Skala Stryj - Stal Altschewsk - SBTS Sumy - Worskla Poltawa | - Artanija Otschakiw - Asowez Mariupol - Desna Tschernihiw - Druschba Berdjansk - Dynamo Luhansk - Dynamo Saky - Halytschyna Drohobytsch - Harant Donezk - Hasowyk Komarno - Jawir Krasnopillja - FK Lwiw - Meliorator Kachowka - Metalurh Kertsch - Medita Schachtarsk - Ros Bila Zerkwa - Schachtar Pawlohrad - Sirius Schowti Wody - Tawrija Cherson - Tschajka Sewastopol - Tschornomorez-2 Odessa - Tytan Armjansk - Wiktor Saporischschja | - Adwis Chmelnyzkyj - Awanhard Schydatschiw - Awanhard Rowenky - Chutrowik Tysmenyzja - Dnister Salischtschyky - Dnistrowez Bilhorod-Dnistrowskyj - Fetrowyk Chust - Lada Czernowitz - FK LAS Lwiw - Metalurh Nowomoskowsk - Nywa Myroniwka - Torpedo Melitopol - Oskil Kupjansk - FK Perwomajez - Schachtar Horliwka - FK Sula Lubny - Systema-Borex Borodjanka - Tawrija Nowotrojizke - Transimpex Wyschnewe - Wahonobudiwnyk Krementschuk - Wahonobudiwnyk Stachonow - ZSKA Kiew |
| Amateure (23) | | | |
| - Awanhard Merefa - Baktjanez Badalowo - Batkiwschtschyna Perwomajsk - Beskyd Nadwirna - Chartschowik Biloserka - Chimik Winnyzja | - Enerhetyk Netischyn - Karpaty Czernowitz - Keramik Baraniwka - Kolos Karapyschi - Krok Schytomyr - Krystal Dubno | - Lokomotive Konotop - Lokomotive Smila - Lokomotive Snamjanka - Metalurh Krywyj Rih - Nywa Netschajane - Nywa-Wiktor Nowomykolajiwka | - Pidschypnyk Luzk - Sokol Solotschiw - Sokil Welyki Haji - Smina-Obolon Kiew - Tschajka Ochotnykowe |

## 1. Qualifikationsrunde
Teilnehmer: 2 Zweitligisten, 11 Drittligisten, 18 Viertligisten und 23 Amateurvereine, die sich über den regionalen Pokal qualifizierten.
| Datum      |                                  | Ergebnis              |                                       |
| ---------- | -------------------------------- | --------------------- | ------------------------------------- |
| 21.08.1994 | Lokomotive Konotop (Am)          | kampflos              | Systema-Borex Borodjanka (IV)         |
| 21.08.1994 | Batkiwschtschyna Perwomajsk (Am) | kampflos              | Schachtar Horliwka (IV)               |
| 21.08.1994 | Kolos Karapyschi (Am)            | 1:2                   | Keramik Baraniwka (Am)                |
| 21.08.1994 | Pidschypnyk Luzk (Am)            | 7:1                   | Sokil Solotschiw (Am)                 |
| 21.08.1994 | Sokil Welyki Haji (Am)           | 0:3                   | Hasowyk Komarno (III)                 |
| 21.08.1994 | Krystal Dubno (Am)               | 2:4                   | Adwis Chmelnyzkyj (IV)                |
| 21.08.1994 | Nywa-Wiktor Nowomykolajiwka (Am) | 1:1 n. V. (3:2 i. E.) | Sirius Schowti Wody (III)             |
| 21.08.1994 | Nywa Netschajane (Am)            | 0:1 n. V.             | Tschornomorez-2 Odessa (III)          |
| 21.08.1994 | Lada Czernowitz (IV)             | 2:0                   | Dnister Salischtschyky (IV)           |
| 21.08.1994 | Chimik Winnyzja (Am)             | 1:0                   | Transimpex Wyschnewe (IV)             |
| 21.08.1994 | Karpaty Czernowitz (Am)          | 0:2                   | Fetrowyk Chust (IV)                   |
| 21.08.1994 | Awanhard Merefa (Am)             | 1:0                   | Metalurh Nowomoskowsk (IV)            |
| 21.08.1994 | FK Perwomajez (Am)               | 1:4                   | Dnistrowez Bilhorod-Dnistrowskyj (IV) |
| 21.08.1994 | Smina-Obolon Kiew (Am)           | 3:0                   | FK Sula Lubny (IV)                    |
| 21.08.1994 | Naftochimik Krementschuk (II)    | 1:0                   | Naftowyk Ochtyrka (II)                |
| 21.08.1994 | Lokomotive Snamjanka (Am)        | 1:0                   | Wahonobudiwnyk Krementschuk (IV)      |
| 21.08.1994 | Lokomotive Smila (Am)            | 0:2                   | Nywa Myroniwka (IV)                   |
| 21.08.1994 | Krok Schytomyr (Am)              | 6:0                   | Enerhetyk Netischyn (Am)              |
| 21.08.1994 | Chutrowyk Tysmenyzja (IV)        | 2:0                   | Awanhard Schydatschiw (IV)            |
| 21.08.1994 | Chartschowik Biloserka (Am)      | 0:1                   | Tytan Armjansk (III)                  |
| 21.08.1994 | Harant Donezk (III)              | 2:3                   | Dynamo Luhansk (III)                  |
| 21.08.1994 | Tschajka Ochotnykowe (Am)        | 1:2 n. V.             | Dynamo Saky (III)                     |
| 21.08.1994 | Beskyd Nadwirna (Am)             | 1:1 n. V. (3:1 i. E.) | FK LAS Lwiw (IV)                      |
| 21.08.1994 | Baktjanez Badalowo (Am)          | 0:2                   | Halytschyna Drohobytsch (III)         |
| 21.08.1994 | Druschba Berdjansk (III)         | 0:0 n. V. (3:4 i. E.) | Asowez Mariupol (III)                 |
| 21.08.1994 | Tawrija Nowotrojizke (IV)        | 7:0                   | Artanija Otschakiw (III)              |
| 21.08.1994 | Metalurh Krywyj Rih (Am)         | 1:0                   | Oskil Kupjansk (IV)                   |

## 2. Qualifikationsrunde
Teilnehmer: Die 27 Sieger der ersten Qualifikationsrunde, 2 Erstligisten, 20 weitere Zweitligisten, 11 weitere Drittligisten und 4 weitere Viertligisten.
| Datum      |                                       | Ergebnis              |                                    |
| ---------- | ------------------------------------- | --------------------- | ---------------------------------- |
| 01.09.1994 | Tytan Armjansk (III)                  | 6:0                   | Metalurh Kertsch (III)             |
| 01.09.1994 | Tawrija Nowotrojizke (IV)             | 0:1                   | Wiktor Saporischschja (III)        |
| 01.09.1994 | Tawrija Cherson (III)                 | 2:6                   | SK Odessa (II)                     |
| 01.09.1994 | Schachtar Pawlohrad (III)             | 0:3                   | Baschanowez Makijiwka (II)         |
| 01.09.1994 | Pidschypnyk Luzk (Am)                 | 2:0 n. V.             | FK Lwiw (III)                      |
| 01.09.1994 | Nywa-Wiktor Nowomykolajiwka (Am)      | 1:0                   | Polihraftechnika Oleksandrija (II) |
| 01.09.1994 | Nywa Myroniwka (IV)                   | 1:2                   | Dynamo-2 Kiew (II)                 |
| 01.09.1994 | Metalurh Krywyj Rih (Am)              | 1:2 n. V.             | Jawir Krasnopillja (III)           |
| 01.09.1994 | Chimik Winnyzja (Am)                  | 0:3                   | ZSKA Kiew (IV)                     |
| 01.09.1994 | Keramik Baraniwka (Am)                | 4:2                   | Ros Bila Zerkwa (III)              |
| 01.09.1994 | Dnistrowez Bilhorod-Dnistrowskyj (IV) | 0:4                   | Ewis Mykolajiw (I)                 |
| 01.09.1994 | Batkiwschtschyna Perwomajsk (Am)      | 0:4                   | Stal Altschewsk (II)               |
| 01.09.1994 | Awanhard Merefa (Am)                  | 0:3                   | Worskla Poltawa (II)               |
| 01.09.1994 | Asowez Mariupol (III)                 | 1:2                   | Medita Schachtarsk (III)           |
| 01.09.1994 | Torpedo Melitopol (IV)                | 1:1 n. V. (3:4 i. E.) | Meliorator Kachowka (III)          |
| 01.09.1994 | Systema-Borex Borodjanka (IV)         | 3:2                   | Dnipro Tscherkassy (II)            |
| 01.09.1994 | Smina-Obolon Kiew (Am)                | 1:3                   | FK Borysfen Boryspil (II)          |
| 01.09.1994 | Naftochimik Krementschuk (II)         | 4:2                   | Metalist Charkiw (II)              |
| 01.09.1994 | Lokomotive Snamjanka (Am)             | 0:4                   | Sirka-NIBAS Kirowohrad (II)        |
| 01.09.1994 | Lada Czernowitz (IV)                  | 0:3                   | Krystal Tschortkiw (II)            |
| 01.09.1994 | Krok Schytomyr (Am)                   | 0:4                   | Podillja Chmelnyzkyj (II)          |
| 01.09.1994 | Chutrowik Tysmenyzja (IV)             | 2:1                   | FSK Bukowina Czernowitz (II)       |
| 01.09.1994 | Hasowyk Komarno (III)                 | 3:0                   | Karpaty Mukatschewo (II)           |
| 01.09.1994 | Fetrowyk Chust (IV)                   | 1:0                   | Skala Stryj (II)                   |
| 01.09.1994 | Dynamo Saky (III)                     | 2:0                   | Tschajka Sewastopol (III)          |
| 01.09.1994 | Dynamo Luhansk (III)                  | 3:3 n. V. (1:2 i. E.) | Chimik Sjewjerodonezk (II)         |
| 01.09.1994 | Tschornomorez-2 Odessa (III)          | 1:0                   | Metalurh Nikopol (II)              |
| 01.09.1994 | Beskyd Nadwirna (Am)                  | 0:1                   | Sakarpattja Uschhorod (II)         |
| 01.09.1994 | Awanhard Rowenky (IV)                 | 4:1                   | Wahonobudiwnyk Stachonow (IV)      |
| 01.09.1994 | Adwis Chmelnyzkyj (IV)                | 0:0 n. V. (2:4 i. E.) | Chimik Schytomyr (II)              |
| 01.09.1994 | Halytschyna Drohobytsch (III)         | 0:1                   | Prikarpattja Iwano-Frankiwsk (I)   |
| 01.09.1994 | Desna Tschernihiw (III)               | 2:1                   | SBTS Sumy (II)                     |

## 3. Qualifikationsrunde
Teilnehmer: Die 32 Sieger der zweiten Qualifikationsrunde
| Datum      |                                  | Ergebnis              |                                  |
| ---------- | -------------------------------- | --------------------- | -------------------------------- |
| 05.09.1994 | Nywa-Wiktor Nowomykolajiwka (Am) | 0:0 n. V. (2:3 i. E.) | Jawir Krasnopillja (III)         |
| 05.09.1994 | Worskla Poltawa (II)             | 1:0                   | Naftochimik Krementschuk (II)    |
| 05.09.1994 | Keramik Baraniwka (Am)           | 2:1 n. V.             | Podillja Chmelnyzkyj (II)        |
| 05.09.1994 | Systema-Borex Borodjanka (IV)    | 1:0                   | Desna Tschernihiw (III)          |
| 05.09.1994 | Medita Schachtarsk (III)         | 1:1 n. V. (5:3 i. E.) | Baschanowez Makijiwka (II)       |
| 05.09.1994 | Hasowyk Komarno (III)            | 2:1                   | Krystal Tschortkiw (II)          |
| 05.09.1994 | Wiktor Saporischschja (III)      | 2:0                   | Tschornomorez-2 Odessa (III)     |
| 05.09.1994 | Sirka-NIBAS Kirowohrad (II)      | 0:1                   | Dynamo-2 Kiew (II)               |
| 05.09.1994 | Tytan Armjansk (III)             | 1:1 n. V. (3:2 i. E.) | Dynamo Saky (III)                |
| 05.09.1994 | SK Odessa (II)                   | 2:0 n. V.             | Ewis Mykolajiw (I)               |
| 05.09.1994 | Pidschypnyk Luzk (Am)            | 1:3 n. V.             | Chimik Schytomyr (II)            |
| 05.09.1994 | Chutrowik Tysmenyzja (IV)        | 2:1                   | Prikarpattja Iwano-Frankiwsk (I) |
| 05.09.1994 | Fetrowyk Chust (IV)              | 0:1                   | Sakarpattja Uschhorod (II)       |
| 05.09.1994 | Awanhard Rowenky (IV)            | 4:1                   | Meliorator Kachowka (III)        |
| 05.09.1994 | Chimik Sjewjerodonezk (II)       | 0:1                   | Stal Altschewsk (II)             |
| 17.09.1994 | ZSKA Kiew (IV)                   | 1:3                   | FK Borysfen Boryspil (II)        |

## 1. Runde
Den Siegern der letzten Runde wurde jeweils ein Klub aus der Wyschtscha Liha zugelost. Diese spielten zuerst auswärts.
| Datum             |                               | Gesamt |                             | Hinspiel | Rückspiel |
| ----------------- | ----------------------------- | ------ | --------------------------- | -------- | --------- |
| 26.09./31.10.1994 | Dynamo-2 Kiew (II)            | 4:5    | Dnipro Dnipropetrowsk (I)   | 3:1      | 1:4       |
| 26.09./01.11.1994 | Medita Schachtarsk (III)      | 2:6    | Tschornomorez Odessa (I)    | 2:2      | 0:4       |
| 27.09./01.11.1994 | Sakarpattja Uschhorod (II)    | 2:4    | Karpaty Lwiw (I)            | 2:1      | 0:3       |
| 27.09./01.11.1994 | Worskla Poltawa (II)          | 3:2    | Wolyn Luzk (I)              | 2:0      | 1:2       |
| 27.09./01.11.1994 | Keramik Baraniwka (Am)        | 1:2    | Temp Schepetiwka (I)        | 1:0      | 0:2       |
| 27.09./01.11.1994 | Jawir Krasnopillja (III)      | 0:4    | Nywa Ternopil (I)           | 0:0      | 0:4       |
| 27.09./01.11.1994 | Wiktor Saporischschja (III)   | 01:11  | Krywbas Krywyj Rih (I)      | 0:4      | 1:7       |
| 27.09./01.11.1994 | Systema-Borex Borodjanka (IV) | 1:5    | Schachtar Donezk (I)        | 0:3      | 1:2       |
| 27.09./01.11.1994 | FK Borysfen Boryspil (II)     | 1:3    | FK Weres Riwne (I)          | 1:0      | 0:3       |
| 27.09./01.11.1994 | Awanhard Rowenky (IV)         | 2:7    | Kremin Krementschuk (I)     | 2:2      | 0:5       |
| 27.09./01.11.1994 | SK Odessa (II)                | 2:3    | Metalurh Saporischschja (I) | 1:1      | 1:2       |
| 27.09./01.11.1994 | Chutrowik Tysmenyzja (IV)     | 2:4    | Tawrija Simferopol (I)      | 1:1      | 1:3       |
| 27.09./01.11.1994 | Tytan Armjansk (III)          | 3:5    | Nywa Winnyzja (I)           | 2:3      | 1:2       |
| 27.09./01.11.1994 | Stal Altschewsk (II)          | 3:1    | Sorja-MALS Luhansk (I)      | 2:0      | 1:1       |
| 27.09./01.11.1994 | Chimik Schytomyr (II)         | 3:4    | Torpedo Saporischschja (I)  | 2:0      | 1:4       |
| 14.10./05.11.1994 | Hasowyk Komarno (III)         | 0:4    | Dynamo Kiew (I)             | 0:2      | 0:2       |

## Achtelfinale
| Datum             |                             | Gesamt |                            | Hinspiel | Rückspiel |
| ----------------- | --------------------------- | ------ | -------------------------- | -------- | --------- |
| 22.11./27.11.1994 | Worskla Poltawa (II)        | 0:9    | Schachtar Donezk (I)       | 0:1      | 0:8       |
| 22.11./27.11.1994 | Stal Altschewsk (II)        | 1:2    | Nywa Winnyzja (I)          | 1:0      | 0:2       |
| 22.11./27.11.1994 | Tawrija Simferopol (I)      | 4:3    | Karpaty Lwiw (I)           | 3:0      | 1:3       |
| 22.11./27.11.1994 | Tschornomorez Odessa (I)    | 3:2    | Kremin Krementschuk (I)    | 2:0      | 1:2       |
| 22.11./27.11.1994 | FK Weres Riwne (I)          | 1:2    | Temp Schepetiwka (I)       | 1:0      | 0:2       |
| 22.11./27.11.1994 | Metalurh Saporischschja (I) | 1:4    | Dnipro Dnipropetrowsk (I)  | 1:3      | 0:1       |
| 22.11./27.11.1994 | Krywbas Krywyj Rih (I)      | 3:4    | Nywa Ternopil (I)          | 3:0      | 0:4       |
| 25.02./01.03.1995 | Dynamo Kiew (I)             | 2:1    | Torpedo Saporischschja (I) | 2:0      | 0:1       |

## Viertelfinale
| Datum             |                          | Gesamt |                           | Hinspiel | Rückspiel |
| ----------------- | ------------------------ | ------ | ------------------------- | -------- | --------- |
| 10.04./17.04.1995 | Tschornomorez Odessa (I) | 3:1    | Nywa Winnyzja (I)         | 3:0      | 0:1       |
| 10.04./17.04.1995 | Temp Schepetiwka (I)     | 0:3    | Dnipro Dnipropetrowsk (I) | 0:2      | 0:1       |
| 10.04./17.04.1995 | Nywa Ternopil (I)        | 1:3    | Schachtar Donezk (I)      | 1:1      | 0:2       |
| 10.04./17.04.1995 | Dynamo Kiew (I)          | 1:3    | Tawrija Simferopol (I)    | 0:1      | 1:2       |

## Halbfinale
| Datum             |                        | Gesamt    |                           | Hinspiel | Rückspiel |
| ----------------- | ---------------------- | --------- | ------------------------- | -------- | --------- |
| 08.05./16.05.1995 | Schachtar Donezk (I)   | (a)2:2(a) | Tschornomorez Odessa (I)  | 1:0      | 1:2       |
| 08.05./16.05.1995 | Tawrija Simferopol (I) | 1:2       | Dnipro Dnipropetrowsk (I) | 1:1      | 0:1       |

## Finale
| Paarung               | Schachtar Donezk – Dnipro Dnipropetrowsk |
| Ergebnis              | 1:1 n. V. (1:1, 0:1), 7:6 i. E. |
| Datum                 | 28. Mai 1995 |
| Stadion               | Nationalstadion, Kiew |
| Zuschauer             | 42.500 |
| Schiedsrichter        | Wiktor Derdo |
| Tore                  | 0:1 Oleksandr Sacharow (23.) 1:1 Ihor Petrow (77.) Elfmeterschießen: 0:1 Viktor Skripnik 1:1 Ihor Petrow 1:2 Wolodymyr Bahmut 2:2 Oleh Matwejew 2:3 Serhij Dirjawka 3:3 Walerij Krywenzow 3:4 Andrij Polunin 4:4 Oleksandr Babij 4:5 Serhij Kowalez 5:5 Hennadij Orbu 5:6 Wolodymyr Horilyj 6:6 Ihor Leonow Borys Finkel (gehalten) 7:6 Oleksandr Kowal        |
| Schachtar Donezk      | Dmytro Schutkow – Ihor Leonow, Oleksandr Kowal, Serhij Jaschtschenko , Serhij Popow (38. Ihor Petrow) – Serhij Onopko (12. Oleksandr Woskobojnyk), Hennadij Orbu, Oleksandr Martjuk (100. Oleksandr Babij), Serhij Atelkin – Walerij Krywenzow, Oleh Matwejew Cheftrainer: Wladimir Salkow                                                                     |
| Dnipro Dnipropetrowsk | Mykola Medin (120. Swjatoslaw Syrota) – Dmytro Toptschijew (88. Serhij Dirjawka), Dmytro Jakowenko, Wolodymyr Horilyj, Wolodymyr Bahmut – Andrij Polunin , Oleksandr Sacharow (25. Andrij Judin), Viktor Skripnik, Oleksandr Paljanyzja (97. Borys Finkel) – Serhij Kowalez, Wolodymyr Scharan (76. Walentyn Moskwyn) Cheftrainer: Bernd Stange ( Deutschland) |
| Gelbe Karten          | Dmytro Schutkow, Hennadij Orbu, Oleksandr Martjuk – Dmytro Toptschijew |